# Colombia en los Juegos Paralímpicos de Río de Janeiro 2016
Colombia estuvo representada en los Juegos Paralímpicos de Río de Janeiro 2016 por un total de 39 deportistas, 26 hombres y 13 mujeres.

## Medallistas
El equipo paralímpico colombiano obtuvo las siguientes medallas:
| Nombre                                                                     | Deporte           | Evento                              |
| -------------------------------------------------------------------------- | ----------------- | ----------------------------------- |
| Oro                                                                        |                   |                                     |
| Mauricio Valencia                                                          | Atletismo         | Jabalina F34 masculino              |
| Carlos Serrano                                                             | Natación          | 100 m braza SB7 masculino           |
| Plata                                                                      |                   |                                     |
| Luis Fernando Lucumí                                                       | Atletismo         | Jabalina F38 masculino              |
| Nelson Crispín                                                             | Natación          | 50 m libre S6 masculino             |
| Nelson Crispín                                                             | Natación          | 100 m libre S6 masculino            |
| Nelson Crispín                                                             | Natación          | 100 m braza SB6 masculino           |
| Carlos Serrano                                                             | Natación          | 100 m libre S7 masculino            |
| Bronce                                                                     |                   |                                     |
| Wéiner Díaz                                                                | Atletismo         | 400 m T38 masculino                 |
| Mauricio Valencia                                                          | Atletismo         | Peso F34 masculino                  |
| Martha Liliana Hernández                                                   | Atletismo         | 100 m T36 femenino                  |
| Maritza Arango                                                             | Atletismo         | 1500 m T11 femenino                 |
| Yesenia Restrepo Maritza Arango Sonia Sirley Luna Jessica Marcela González | Atletismo         | 4 × 100 m T11-13 femenino           |
| Diego Germán Dueñas                                                        | Ciclismo en pista | Persecución individual C4 masculino |
| Edwin Fabián Matiz                                                         | Ciclismo en pista | Persecución individual C5 masculino |
| Néstor Javier Ayala                                                        | Ciclismo en ruta  | Ruta T1-2 masculino                 |
| Carlos Serrano                                                             | Natación          | 50 m libre S7 masculino             |
| Moisés Fuentes                                                             | Natación          | 100 m braza SB4 masculino           |

## Diplomas paralímpicos
En total, la delegación Colombiana obtuvo 55 diplomas paralímpicos en Río 2016
| Atletas | Deporte          | Evento                                             | Posición | Fecha            |
| --- | ---------------- | -------------------------------------------------- | -------- | ---------------- |
| Diana Carolina Múnevar Flórez                                                                                          | Ciclismo de ruta | Persecución individual femenino 3000 metros C1-2-3 | 5.ª      | 8 de septiembre  |
| Nelson Crispín Corzo                                                                                                   | Natación         | 50 metros estilo mariposa S6                       | 4.º      | 9 de septiembre  |
| Luis Eduardo Rojas Osorno                                                                                              | Natación         | 100 metros espalda S1                              | 7.º      | 9 de septiembre  |
| Daniela Rodríguez Ángulo                                                                                               | Atletismo        | 100 metros planos                                  | 7.ª      | 9 de septiembre  |
| Yesenia María Restrepo Muñoz                                                                                           | Atletismo        | Lanzamiento de disco                               | 5.ª      | 9 de septiembre  |
| Álvaro Galvis Becerra                                                                                                  | Ciclismo         | Persecución individual masculino C2                | 4.ª      | 9 de septiembre  |
| Esneider Muñoz Marín                                                                                                   | Ciclismo         | Persecución individual masculino C3                | 8.º      | 9 de septiembre  |
| Edwin Fabián Matiz Ruiz                                                                                                | Ciclismo         | Kilómetro individual masculino C4-5                | 5.º      | 9 de septiembre  |
| Cristian Eduardo Torres Ortiz                                                                                          | Atletismo        | 100 metros planos                                  | 7.º      | 10 de septiembre |
| Diana Carolina Múnevar Flórez                                                                                          | Cilcismo         | 500 metros individual femenino C1-3                | 7.ª      | 10 de septiembre |
| Erica María Castaño Sálazar                                                                                            | Atletismo        | Lanzamiento de jabalina                            | 8.ª      | 10 de septiembre |
| Jessica Marcela González Arias                                                                                         | Atletismo        | 1500 metros planos                                 | 5.ª      | 10 de septiembre |
| Oscar Ándres Osorio Campaz                                                                                             | Natación         | 50 metros libres masculino S6                      | 7.º      | 10 de septiembre |
| Yanive Torres Martínez                                                                                                 | Atletismo        | Lanzamiento de bala femenino                       | 5.ª      | 10 de septiembre |
| Diego Fernando Meneses Medina                                                                                          | Atletismo        | Lanzamiento de bala masculino                      | 8.º      | 11 de septiembre |
| Álvaro Galvis Becerra Diego Germán Dueñas Gómez Edwin Fabián Matiz Ruiz                                                | Ciclismo         | Sprint Equipo Mixto C1-5                           | 7.º      | 11 de septiembre |
| Janier Rafaél Cantillo                                                                                                 | Halterofilia     | Hasta 80 kilos                                     | 4.º      | 12 de septiembre |
| Carlos Daniel Serrano Zárate                                                                                           | Natación         | 50 metros estilo mariposa masculino S7             | 4.º      | 12 de septiembre |
| Brayan Mauricio Urbano Herrera                                                                                         | Natación         | 100 metros pecho masculino                         | 6.º      | 13 de septiembre |
| Carlos Daniel Serrano Zárate                                                                                           | Natación         | 200 metros combinado masculino SM7                 | 4.º      | 13 de septiembre |
| Daniel Giraldo Correa                                                                                                  | Natación         | 100 metros pecho SB12                              | 6.º      | 13 de septiembre |
| Daniela Rodríguez Angulo                                                                                               | Atletismo        | 200 metros planos                                  | 7.ª      | 13 de septiembre |
| Daniela Carolina Múnevar Flórez                                                                                        | Ciclismo         | Contrarreloj femenino Clase C1-2-3                 | 4.ª      | 14 de septiembre |
| Carlos Daniel Serrano Zárate                                                                                           | Natación         | 400 m libre Masculino S7                           | 4.º      | 14 de septiembre |
| Diego Germán Dueñas Gómez                                                                                              | Ciclismo         | Contrarreloj masculino C4                          | 4.º      | 14 de septiembre |
| Nestro Javier Ayala Ayala                                                                                              | Ciclismo de ruta | Contrarreloj masculino T1-2                        | 7.º      | 14 de septiembre |
| Léider Albiro Lémus Rojas                                                                                              | Natación         | 100 metros estilo mariposa masculino S11           | 8.º      | 14 de septiembre |
| Luis Eduardo Rojas Osorno                                                                                              | Natación         | 50 metros S1 masculino                             | 6.º      | 15 de septiembre |
| Cristian Eduardo Torres Ortiz                                                                                          | Atletismo        | 1500 metros planos                                 | 7.º      | 15 de septiembre |
| Diego Fernando Meneses Medina                                                                                          | Atletismo        | Lanzamiento de jabalina masculino                  | 4.º      | 15 de septiembre |
| Dayana Aynour Guerra Beltrán Martha Patricia Lizcano Tibocha Martha Liliana Hernández Florian Daniela Rodríguez Angulo | Atletismo        | Relevo 4x100 metros planos                         | 4.ª      | 15 de septiembre |
| Esneider Muñoz Marín                                                                                                   | Ciclismo         | Clase C1-2-3                                       | 4.º      | 16 de septiembre |
| Oscar Andrés Osorio Campaz                                                                                             | Natación         | 100 metros libre S6 masculino                      | 7.º      | 17 de septiembre |
| Erica María Castaño Sálazar                                                                                            | Atletismo        | Lanzamiento de disco femenino                      | 4.ª      | 17 de septiembre |
| July Catalina Moreno Acosta                                                                                            | Atletismo        | Lanzamiento de bala                                | 5.ª      | 17 de septiembre |
| Dixon De Jesús Hooker Velásquez                                                                                        | Atletismo        | 400 metros planos                                  | 6.º      | 17 de septiembre |

## Deportistas clasificados
Un total de 39 atletas en 6 deportes representaron a Colombia en los Juegos Paralímpicos de Río 2016.

### Natación
1. Nelson Crispín (S6 SB6)
2. Daniel Giraldo Correa (SB12)
3. Brayan Mauricio Urbano Herrera (SB12)
4. Luis Eduardo Rojas Osorno (S1)
5. Oscar Andres Osorio Campaz (S6)
6. Moisés Fuentes García (SB4)
7. Carlos Daniel Serrano Zárate (S7 SM7)
8. Leider Albeiro Lemus (S11)
9. Diego Fernando Cuesta (S12 S13)

### Atletismo
1. Marta Liliana Hernández Florian (T36 T11-13 T35-38)
2. Daniela Rodríguez Angulo (T35-38)
3. Martha Patricia Lizcano Tibocha (T35-38)
4. Dayana Anyour Guerra Beltran (T35-38)
5. July Catalina Moreno Acosta (F32)
6. Érica María Castaño Sálazar (T36)
7. María Yesenia Restrepo  (T11-13)
8. Yanive Torres Martínez (F54)
9. Sonia Sirley Luna Rodríguez (T11 T11-13)
10. Maritza Arango Buitrago (T11 T11-13)
11. Weiner Javier Díaz (T38)
12. Dixon de Jesús Hooker Medina (T38)
13. Luis Fernando Lucumí Villegas (F38)
14. Diego Fernando Meneses (F38)
15. Cristian Eduardo Torres Ortiz (T52-53)
16. Mauricio Andrés Valencia Campo (F34)
17. Delfo José Arce Orozco (T11)
18. Elkin Serna (T12)
19. Jessica Marcela Gonzales (T11 T11-13)

### Paraciclismo
- Ruta

1. Diana Carolina Múnevar Florez (C1-2-3)
2. Néstor Javier Ayala Ayala (T1-2)

- Pista

1. Edwin Fabián Matiz Ruíz (C1-5 C5)
2. Esneider Muñoz Marín (C1-2-3)
3. Diego Germán Dueñas (C4)
4. Álvaro Galvis Becerra (C2 C1-5)

### Tenis en Silla de Ruedas
1. Eliecer Antonio Oquendo Barrios (Individual masculino)
2. María Angélica Bernal (Individual femenino)

### Levantamiento de Potencia
1. Jainer Cantillo (80 Kilos) masculino
2. Fabio Torres Silva (97 Kilos) masculino

### Arquería
1. Germán Gómez Perdomo (W1) masculino